# 16 Девы
c Девы (лат. c Virginis), 16 Девы (лат. 16 Virginis), HD 107328 — тройная звезда в созвездии Девы на расстоянии приблизительно 337 световых лет (около 103 парсек) от Солнца. Возраст звезды определён как около 4,507 млрд лет.

## Характеристики
Первый компонент (HD 107328) — оранжевый гигант спектрального класса K0IIIb, или K0, или K0,5IIIbFe-0,5, или K0,5III, или K5. Визуальная звёздная величина звезды — +4,96m. Масса — около 1,049 солнечной, радиус — около 20,428 солнечного, светимость — около 156,456 солнечной. Эффективная температура — около 4335 K.
Второй компонент — коричневый карлик. Масса — около 21,83 юпитерианской. Удалён в среднем на 2,046 а.е..
Третий компонент (WDS J12203+0319B). Визуальная звёздная величина звезды — +12,9m. Удалён на 2,3 угловой секунды.